# Záhorská Ves
Záhorská Ves (in ungherese Magyarfalu, in tedesco Ungeraiden) è un comune della Slovacchia facente parte del distretto di Malacky, nella regione di Bratislava.
Situato sulle rive della Morava, che nella zona segna il confine con l'Austria, è il comune più occidentale della Slovacchia. Sul fiume opera un regolare servizio di traghetto con il comune austriaco di Angern an der March.